# Ангара (ракета)
Вижте пояснителната страница за други значения на Ангара.
„Ангара“ е семейство руски ракети-носители за извеждане на тежки товари в орбита.
Те са от модулен тип и са с кислородно-керосинови двигатели. Включват носители от 4 класа – от лек до тежък – в диапазона на товароподемност от 1,5 („Ангара 1.1“) до 38 („Ангара-А7“) тона на ниска околоземна орбита (при старт от космодрума Плесецк). Главен разработчик и производител е Държавният космически научно-производствен център „М. В. Хруничев“ (Государственный космический научно-производственный центр имени М. В. Хруничева) в Москва. Предвижда се преместване на производството в Омск.
Пуск на ракета-носител от лек клас „Ангара-1.2ПП“ (ракета-носитель „Ангара 1.2. первого пуска“) от космодрума Плесецк е осъществен на 9 юли 2014 года. Пускът преминава успешно, РН полетява по балистична траектория до района на полигона Кура на Камчатка.

## Цели на проекта
Ангара се изстрелва основно от космодрума Плесецк, като по такъв начин ще се намали зависимостта на страната от Казахстан, на чиято територия се намира космодрумът Байконур. Тази ракета също ще премахне нуждата от купуването на ракети „Зенит“ от Украйна.
Ракетите от семейството се предвижда да заменят няколко съществуващи ракетни системи. Леките версии Ангара 1.1 и 1.2 ще заменят ракетите Космос-3М, Циклон и Рокот Ангара 3 ще замени Зенит, а Ангара 5 ще замени Протон Очаква се търсенето на Ангара 5 да бъде най-голямо понеже към нея проявяват интерес от руското Министерство на отбраната.
В научния център разработват и свръх-тежкотоварна версия с обозначението Ангара 7, която да може да извежда в орбита товари с тегло от 45 до 75 t. Към момента тази версия не получава субсидиране от руското правителство. Възможно е конструирането на ракета Ангара 5П, която ще може да извежда пилотируеми космически кораби.

## История
На 26 август 1995 г. руското правителство взима решение за разработка на проекта ракета-носител Ангара.
На 12 декември 2007 г. е оповестено, че НПО Енергомаш успешно е тествало първата степен на ракетата в почти летателни условия.
Съвместно с конструкторско бюро Салют е разработен вариант за многократно използване – Ангара-Байкал.
На 5 сепетември 2008 г. е обявено, че двигателят РД-191 е преминал успешно всички тестове и вече е готов за производство и доставка.
На 10 януари 2009 г. е доставен първият универсален ракетен модул до тестовата площадка. Планирани са тестове за първата половина на 2009 година.
На 30 юли 2009 г. е изпълнен първият горивен тест на УРМ с двигател РД-151.
На 25 август 2009 г. Южна Корея изстрелва Наро-1, чиято първа степен е съставена от УРМ/РД-151. С височина 30 метра и тегло 140 тона тази ракета е близка до Ангара 1.1 по характеристика. Първата степен успешно изстрелва Наро-1 до височина 196 km, където се отделя първата степен. Конструираната от Корея втора степен обаче не се отделя и спътникът не е изведен в правилната орбита.
На 5 декември 2009 г. Руската космическа федерация обявява завършването на тестовете с двигателя, но първият полет се отлага за 2012 г. поради липса на средства. От ГКНПЦ искат още 290 млн. долара в следващите 3 години, за да бъде завършено разработването на ракетата.

## Конструкция
Ракетите Ангара ще бъдат съставени от модули. В зависимост от конфигурацията първата степен ще е съставена от 1, 3, 5 или 7 универсални ракетни модули (УРМ). Всеки модул ще използва течен кислород и РП-1. Няма да се използват твърдогоривни бустери.
УРМ е монолитна конструкция включваща окисляващ резервоар, горивен резервоар и отвор. Всеки УРМ ще има еднокамерен двигател РД-191 работещ с течен кислород и РП-1. Дизайнът на РД-191 е базиран на този на четирикамерния РД-170 използван при конструкцията на ракета Енергия, както и на този на РД-171, който и сега се използва при ракети Зенит.
Втората степен ще бъде или Бриз-КМ или Блок I, който използва ракетен двигател РД-0124 разработен от КБХА.
Една ракетна площадка може да се използва за изстрелване на всички версии на ракетата.

## Космодрум
Ракетите ще бъдат изстрелвани от Плесецк и от все още строящия се Източен космодрум в Русия. Така Русия ще намали своята зависимост от Казахстан и Байконур. От него са изтсреляни много поколения руски ракети-носители. Заради съвместната космическа програма на Русия и Казахстан изстрелването на ракета Ангара А5 може да бъде осъщесвено и от Байконур. През 2009 година най-голямата пречка пред новата ракета е недостигът на средства за коснтруирането на ракетна площадка в Плесецк за бъдещата ракета-носител.

## Производство
Серийното производтсво на универсални ракетни модули и втора ракетна степен Бриз-КМ ще бъде в завода „Полет“ в Омск. През 2009 г. предприятието е изнвестирало над 25 млн. долара в производствените линии на Ангара. Тестването на РД-191 се извършва от НПО Енергомаш, като масовото производство ще бъде в завода в Перм.
Всички версии на ракетата ще бъдат за комерсиални търговски цели с предварително изчислена цена за изстрелване на Ангара 1.1 около 20 млн. долара.
Най-вероятно версия 1.1 ще бъде завършена първа, и вероятно първото изстрелване ще бъде осъществено през 2013 г. от Плесецк и 2014 г. от Байконур.

## Сродни проекти
Южнокорейската ракета-носител Наро-1 използва универсалните ракетни модули (УРМ) на Ангара (но с по-слаб двигател – РД-151) като първа степен. Ракетата прави първия си полет на 25 август 2009 г. Полетът е неуспешен. Втората степен отказва да се отдели, но първата (съставена от УРМ) според руските специалисти се справя безупречно.
Заедно с НПО Мълния, Хруничев разработва версия наречена Байкал-Ангара, която е за многократно използване и е базирана на УРМ. Ракетния модул е оборудван с множество системи (крила, двигатели за контрол на височината, приземяващ механизъм и др.), за да може да се върне обратно след като е изстрелян в космоса.

## Характеристика на различните версии
| Версия                         | Ангара 1.1    | Ангара 1.2       | Ангара А3        | Ангара А3/КВРБ   | Ангара А5        | Ангара А5/КВРБ   | Ангара А7     |
| ------------------------------ | ------------- | ---------------- | ---------------- | ---------------- | ---------------- | ---------------- | ------------- |
| Първа степен                   | 1хУРМ, РД-191 | 1хУРМ, РД-191    | 3хУРМ, РД-191    | 3хУРМ, РД-191    | 5хУРМ, РД-191    | 5хУРМ, РД-191    | 7хУРМ, РД-191 |
| Втора степен                   | Бриз-М        | Блок И, РД-0124А | Блок И, РД-0124А | Блок И, РД-0124А | Блок И, РД-0124А | Блок И, РД-0124А |               |
| Трета степен                   | --            | --               | Бриз-М           | КВСК             | Бриз-М           | КВТК             | КВТК-А7       |
| Тяга (на Земята)               | 196 t         | 196 t            | 588 t            | 588 t            | 980 t            | 980 t            | 1372 t        |
| Стартова маса                  | 149 t         | 171 t            | 481 t            | 481 t            | 773 t            | 790 t            | 1133 t        |
| Височина (макс.)               | 34,9 m        | 41,5 m           | 45,8 m           | ?                | 55,4 m           | 64 m             |               |
| Полезен товар (НЗО, до 200 km) | 2 t           | 3,7 t            | 14,6 t           | 14,6 t           | 24,5 t           | 24,5 t           | 35 t          |
| Полезен товар (ГТО)            | --            | --               | 2,4 t            | 3,6 t            | 5,4 t            | 6,6 t            | 12,5 t        |
| Полезен товар (ГСО)            | --            | --               | 1 t              | 2 t              | 2,8 t            | 4 t              | 7,6 t         |